# Ligny-lès-Aire
Ligny-lès-Aire – miejscowość i gmina we Francji, w regionie Hauts-de-France, w departamencie Pas-de-Calais.
Według danych na rok 1990 gminę zamieszkiwało 486 osób, a gęstość zaludnienia wynosiła 60 osób/km² (wśród 1549 gmin regionu Nord-Pas-de-Calais Ligny-lès-Aire plasuje się na 793. miejscu pod względem liczby ludności, natomiast pod względem powierzchni na miejscu 444.).